# Рюкі Мікі
Рюкі Мікі (11 лютого 1904 — 9 січня 1967) — колишній японський тенісист.
Здобув 13 одиночних титулів.
Перемагав на турнірах Великого шолома в змішаному парному розряді.

## Фінали турнірів Великого шолома

### Мікст (1–0)
| Результат | Рік  | Турнір               | Покриття | Партнер      | Суперники                        | Рахунок       |
| --------- | ---- | -------------------- | -------- | ------------ | -------------------------------- | ------------- |
| Перемога  | 1934 | Вімблдонський турнір | Трава    | Дороті Раунд | Дороті Шеферд-Баррон Банні Остін | 3–6, 6–4, 6–0 |